# سیارک ۱۸۳۳۴
سیارک ۱۸۳۳۴ (به انگلیسی: 18334 Drozdov، نامگذاری:1987RA3) هجده هزار و سیصد و سی و چهارمین سیارک کشف شده‌است که در ۲ سپتامبر ۱۹۸۷ کشف شد.
قدر مطلق سیارک برابر ۲۴.۵ است.